# Erpodiaceae
Erpodiaceae, porodica pravih mahovina u redu Dicranales koja se sastoji od 5 rodova s 29 priznatih vrsta.

## Rodovi
1. Genus Aulacopilum
2. Genus Erpodium
3. Genus Solmsiella
4. Genus Venturiella
5. Genus Wildia